# Pont-Melvez
 Pont-Melvez  (así también en bretón) es una población y comuna francesa, situada en la región de Bretaña, departamento de Côtes-d'Armor, en el distrito de Guingamp y cantón de Bourbriac.

## Demografía
| 1084 | 948 | 754 | 666 | 636 | 631 |
| Para los censos de 1962 a 1999 la población legal corresponde a la población sin duplicidades (Fuente: INSEE [Consultar]) |     |     |     |     |     |